# Camp de concentration de Kemna
Le camp de concentration de Kemna était situé à Wuppertal entre Beyenburg et Oberbarmen en Allemagne.

## Histoire
Le camp a fonctionné entre fin juin 1933 et le 19 janvier 1934. Il était placé sous la responsabilité du groupe de la SA de  Düsseldorf et de la police de Wuppertal avec le soutien du district de Düsseldorf. Jusqu'à 1 100 prisonniers y ont été enfermés dans des conditions d'hygiène catastrophiques. La torture et la violence arbitraire étaient le lot quotidien des prisonniers.
Les détenus étaient surtout des membres du Parti communiste d'Allemagne et du Parti social-démocrate d'Allemagne de la région mais aussi de Duisbourg, Düsseldorf, Krefeld et Essen.

## Mémoire
À l'occasion du 50e anniversaire de la construction du camp, un mémorial a été érigé en 1983 et chaque année un dépôt de gerbe y est effectué.  Le chemin qui mène au mémorial porte depuis 1990 le nom du plus jeune prisonnier de Kemna, Karl Ibach (en).

## Source
- (de) Cet article est partiellement ou en totalité issu de l’article de Wikipédia en allemand intitulé « KZ Kemna » (voir la liste des auteurs).